# Wu Zhehan
Wu Zhehan (en chino simplificado, 吴哲晗; pinyin, Wú Zhéhán) es una cantante y actriz china.

## Carrera
Es miembro de la agencia Shanghai Siba Culture Media Ltd. El 8 de octubre del 2020, renovó su contrato con la agencia.

### Música
El 14 de octubre del 2012 se unió como una de las miembros de la primera generación del grupo SNH48. El 17 de abril de 2013 comenzó a promocionar en el "Team Unknown" y finalmente comenzó a participar con el Equipo SII el 11 de noviembre del mismo año, sin embargo el 13 de febrero de 2015 fue degradada y enviada al equipo de aprendices, donde comenzó a promocionar con el Equipo X el 17 de abril del mismo año, para posteriormente volver al Equipo SII el 6 de mayo del 2015. El 14 de octubre de 2020, se graduó oficialmente de SNH48.
El 27 de julio de 2019 se unió a la subunidad DeMoon junto a Zhang Yi, Zhang Qiongyu, Yuan Yiqi y Yang Bingyi. Dentro del grupo tiene uno de los pestos de cantante y bailarina.

## Filmografía

### Series de televisión
| Año  | Título                | Personaje | Notas |
| ---- | --------------------- | --------- | ----- |
| 2020 | So Young              | Su Aijia  |       |
| 2016 | Campus Beauty         | -         |       |
| 2013 | Mengxiang Yubei Sheng | -         |       |

### Películas
| Año  | Título            | Notas |
| ---- | ----------------- | ----- |
| 2019 | Night Butterflies |       |

### Programas de variedades
| Año  | Título                      | Notas |
| ---- | --------------------------- | ----- |
| 2020 | We Are Blazing (炙热的我们) |       |

## Discografía

### Sencillos
| Año  | Intérpretes          | Título | Álbum         | Notas |
| ---- | -------------------- | ------ | ------------- | ----- |
| 2019 | Xu Jiaqi y Wu Zhehan | "Spy"  | "Our Journey" |       |

### SNH48

#### Unidades

##### Interpretaciones con unidades de SNH48
| Evento                                    | Canción Interpretada                 | Notas                                                       |
| ----------------------------------------- | ------------------------------------ | ----------------------------------------------------------- |
| Team SII 1st Stage "Saishuu Bell ga Naru" | Gomen ne Jewel (对不起我的宝贝)      | junto a Xu Jiaqi, Dai Meng y Mo Han                         |
| Team SII 4th Stage "RESET"                | Kokoro no Hashi no Sofa (心端的沙发) | junto a Xu Jiaqi y Sun Rui                                  |
| Team SII 6th Stage "Journey of the Heart" | Horizon (地平线)                     | junto a Xu Jiaqi, Kong Xiaoyin, Qian Beiting y Shen Zhiling |

##### Conciertos en unidades
| Fecha                   | Evento                                      | Canción(es) Interpretada(s) | Notas            |
| ----------------------- | ------------------------------------------- | --------------------------- | ---------------- |
| 21 de diciembre de 2019 | Request Hour Setlist Best 50 (6ta. Edición) | 美杜莎的温柔                | junto a Xu Jiaqi |
| 21 de diciembre de 2019 | Request Hour Setlist Best 50 (6ta. Edición) | +-                          | junto a Xu Jiaqi |
| 19 de enero de 2019     | Request Hour Setlist Best 50 (5ta. Edición) | Spy                         | junto a Xu Jiaqi |
| 3 de febrero de 2018    | Request Hour Setlist Best 50 (3ra. Edición) | Night Butterfly (夜蝶)      | junto a Xu Jiaqi |

### DeMoon

#### EPs
| Fecha                | Título | Canciones                                                      | Notas |
| -------------------- | ------ | -------------------------------------------------------------- | ----- |
| 30 de agosto de 2019 | DeMoon | 1. F.O.X. 2. I Am Who I Am 3. Electric Shock 4. F.O.X. (Inst.) |       |